# Chitarra soprano
La chitarra soprano, o chitarra ottava, è il più piccolo membro della famiglia delle chitarre e quella accordata con la tonalità più alta (esattamente un'ottava sopra la chitarra "classica").
La distanza tra ponte e capotasto è poco più della metà di quella di una chitarra tradizionale; le corde sono dunque più sottili.
Questa chitarra è spesso paragonata alla famiglia dei mandolini, con cui condivide le piccole dimensioni e il sustain molto limitato, ma il suono non è quello chiaro e squillante tipico, ad esempio, del mandolino napoletano, ma rotondo e pieno come quello di una vera e propria chitarra.
Esiste sia la versione a corde metalliche che quella a corde di nylon.